# Làrine
Làrine (en (ucraïnès): Ларине, en rus: Ларино, Làrino) és un poble de la República Autònoma de Crimea a Ucraïna, que el 2014 tenia 292 habitants. Pertany al districte rural de Djankoi.